# K2-288Bb
K2-288Bb — екзопланета, що обертається навколо червоного карлика K2-288B у сузір'ї Тельця на відстані 226 світлових років від Землі. Належить або до класу надземля, або до класу мінінептун. Планета майже вдвічі більша за Землю. K2-288Bb знаходиться у зоні життя, тому, припускається, що на ній може знаходитись вода у рідкому стані.